# 岡本和明
岡本 和明（おかもと かずあき、1953年 - ）は、演芸評論家。父は超常現象研究家・中岡俊哉。曾祖父は浪曲師・桃中軒雲右衛門。
東京都生まれ。早稲田大学卒業。趣味が嵩じて落語、江戸小咄等に関わるようになる。

## 著書
- 『これが志ん生だ！』三一書房、1994-95 全10巻+別巻1  ＊小島貞二（聞き手）岡本和明（企画・構成）
- 『忠臣蔵 闇の真相』ローカス 2000 ローカスなるほどシリーズ 地理と歴史
- 『一龍斎貞水の歴史講談』全5巻 フレーベル館 2000-01 一龍斎貞水(編）小山豊（企画・構成）岡本和明（文）
- 『らくご長屋』全10巻 尼子騒兵衛絵 ポプラ社 2004‐07
- 『江戸小ばなし 子どもも、おとなも楽しめる』全5巻 フレーベル館 2005‐06
- 『志ん生、語る。 家族、弟子、咄家たちが語る内緒の素顔』アスペクト 2007
- 『内儀さんだけはしくじるな 目白・柏木・黒門町』古今亭八朝共編 文藝春秋 2008
- 『志ん朝と上方』アスペクト 2008
- 『昭和の爆笑王三遊亭歌笑』新潮社 2010
- 『忠臣蔵顛末記落日の士分』文芸社 2011
- 『俺の喉は一声千両 天才浪曲師・桃中軒雲右衛門』新潮社 2014
- 『コックリさんの父　中岡俊哉のオカルト人生 』新潮社 2017 ＊辻堂真理との共著
- 『小せんとおとき』 KADOKAWA 2016